# 21. Sinfonie (Haydn)
Die Sinfonie A-Dur Hoboken-Verzeichnis I:21 komponierte Joseph Haydn im Jahr 1764 während seiner Anstellung als Vize-Kapellmeister beim Fürsten Nikolaus I. Esterházy.

## Allgemeines

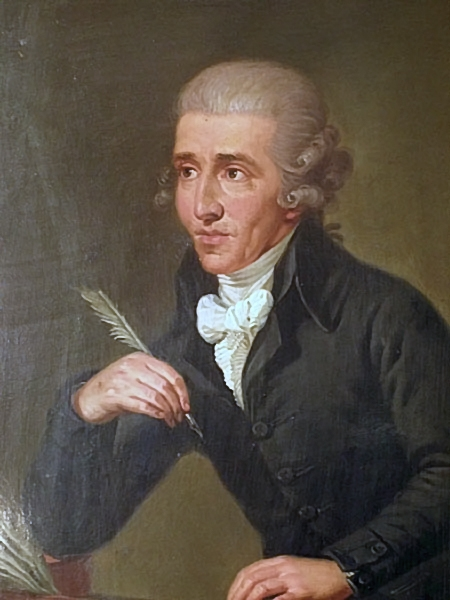
Joseph Haydn (Gemälde von Ludwig Guttenbrunn, um 1770)

Das Werk zeichnet sich durch folgende Besonderheiten aus:
- Die Satzfolge langsam – schnell – langsam (Menuett) – schnell richtet sich nach die der spätbarocken Kirchensonate und ist unter Haydns Sinfonien auch bei  Nr. 5, Nr. 11, Nr. 18, Nr. 22, Nr. 34 und Nr. 49 vertreten. Die Sinfonie Nr. 5 weist neben Satzfolge und Tonart auch noch weitere strukturelle Ähnlichkeiten zur Sinfonie Nr. 21 im ersten und vierten Satz auf (siehe dort).
- Während es in anderen Sinfonien dieser Zeit üblich ist, dass zumindest der langsame Satz oder das Trio in einer anderen Tonart – meist der Dominante stehen, sind hier alle Sätze in der Grundtonart A gehalten, mit Ausnahme des Trios alle in A-Dur.

Ebenfalls aus 1764 sind die Sinfonien Nr. 22, Nr. 23 und  Nr. 24 in autographer Form überliefert.

## Zur Musik
Besetzung: zwei Oboen, zwei Hörner, zwei Violinen, Viola, Cello, Kontrabass. Zur Verstärkung der Bass-Stimme wurde damals auch ohne gesonderte Notierung ein Fagott eingesetzt. Über die Beteiligung eines Cembalo-Continuos in Haydns Sinfonien bestehen unterschiedliche Auffassungen.
Aufführungszeit: ca. 20 Minuten.
Bei den hier benutzten Begriffen der Sonatensatzform ist zu berücksichtigen, dass dieses Modell erst Anfang des 19. Jahrhunderts entworfen wurde (siehe dort) und für eine Sinfonie von 1764 nur mit Einschränkungen herangezogen werden kann.  – Die hier vorgenommene Beschreibung und Gliederung der Sätze ist als Vorschlag zu verstehen. Je nach Standpunkt sind auch andere Abgrenzungen und Deutungen möglich.

### Erster Satz: Adagio
A-Dur, 3/4-Takt, 70 Takte
Der Satzaufbau passt in keine klar abgrenzbare Form, sondern ist frei, gleichsam fantasieartig angelegt. Bemerkenswert ist die bis dahin neuartige Behandlung von Dynamik, Melodielinie und Orchestrierung, bspw. in Form der Oboensoli.

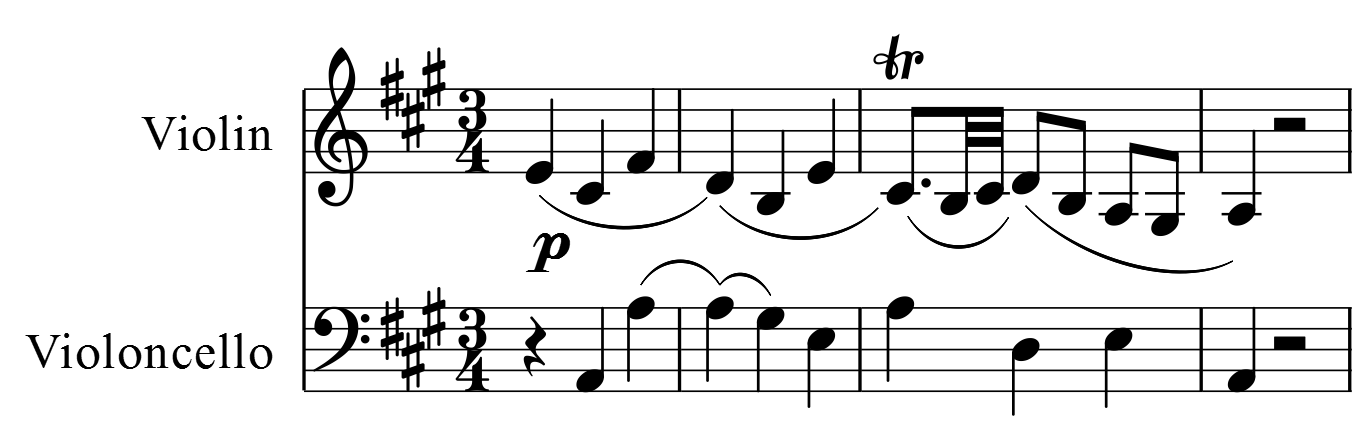
Beginn des Adagios in den Streichern

Der Satz beginnt als Dialog zwischen den Streichern, die die sangliche Melodie in ruhig-getragenen Vierteln spielen, und einem Solo der Oboen. Aus diesen ersten sechs Takten leitet sich das weitere Material des Satzes ab. Ab Takt 16 führt die 2. Violine mit der Hauptmelodie, während die 1. Violine mit einer abwärts sequenzierten Figur begleitet. Anschließend (Takt 29 ff.) nehmen Cello und Kontrabass die Melodie auf, während die übrigen Streicher einen Klangteppich aus teilweise dissonanten Achteln im Staccato darüber setzen. In Takt 49 beginnt die 1. Violine wieder mit der Stimmführung, nacheinander setzen dann 2. Violine, Viola sowie Cello und Kontrabass ein. Die bisher sehr ruhige Atmosphäre des Satzes wird kurzfristig durch dissonante Akkorde im Forte gestört (Takt 54–60), ehe der Satz mit einem Solo der Bläser und einer Schlussfloskel des Tutti endet.

### Zweiter Satz: Presto
A-Dur, 4/4-Takt, 102 Takte
Das Presto kontrastiert nicht nur durch das Tempo zum vorigen Satz, sondern auch durch seinen Inhalt: War das Adagio bedeutungsschwer und getragen, folgt nun ein relativ einfach aufgebauter, fröhlicher Satz mit vorwärtstreibender, geradezu hämmernder Achtelbewegung. Das erste Thema mit seiner Abfolge gebrochener Akkorde, die im energischen Unisono-Staccato vorgetragen werden, geht nahtlos in eine Fortspinnung mit Tonrepetitionsmotiv über, bis in Takt 16 mit Akkordschlägen die Dominante E-Dur erreicht ist. Nach einer Viertelpause als Zäsur des bisher durchweg forte vorgetragenen Materials setzt das zweite Thema in E-Dur an. Es ist wie das erste Thema eher von motivartigem Charakter und besteht aus vom vorigen Abschnitt ableitbarer Staccato-Abwärtsbewegung, die im Piano in den Streichern imitatorisch geführt wird. Bereits nach vier Takten fängt ein neuer Forte-Abschnitt an, der mit seinem charakteristischen Pendel-Motiv mit punktiertem Rhythmus beginnt und insbesondere durch sein Tonwiederholungsmotiv mit Vorhalt gekennzeichnet ist. Die Exposition endet mit der Schlussgruppe und ihrem Synkopen-Motiv.
Die Durchführung beginnt mit Material vom zweiten Thema, wobei Haydn in der Dominante E-Dur startet und das Material dann imitatorisch u. a. über A-Dur und D-Dur nach Cis-Dur führt. Ab Takt 56 folgt dann eine weitere Modulationspassage mit dem Pendel-Motiv bzw. dem Tonrepetitions-Motiv, die in eine wilde Kadenz von gebrochenen Akkorden der 1. Violine mündet. Die ganze Durchführung steht durchweg im Forte.
Die Reprise beginnt nicht mit dem ersten Thema, sondern mit dem Tonrepetitionsmotiv der Überleitung in Takt 66 in der Tonika A-Dur. Der weitere Verlauf ist zunächst ähnlich der Exposition, jedoch folgt in Takt 95 anstatt der zu erwartenden Schlussakkorde noch ein „nachgereichter“ Auftritt des ersten Themas. Exposition sowie Durchführung und Reprise werden wiederholt.

### Dritter Satz: Menuet
A-Dur, 3/4-Takt, mit Trio 60 Takte
Das tänzerische Menuett schließt mit seinem fröhlich-lockeren Charakter an das Presto an. Der erste Teil ist nach dem Frage-Antwort – Prinzip aufgebaut, wobei die Frage forte und die Antwort piano gespielt wird. Der zweite Teil spinnt das Material fort und ist mit 24 Takten bedeutend länger. Der Anfang der Hauptmelodie erinnert an das Menuett aus der „Kleinen Nachtmusik“ von Wolfgang Amadeus Mozart und an das Menuett aus Haydns Streichquartett opus 20 Nr. 4.
Das Trio in a-Moll für Streicher basiert auf einem mehrmals sequenzierten Motiv mit punktiertem Rhythmus und anschließender Triole. Auch hier ist der erste Teil mit acht Takten wesentlich kürzer als der zweite Teil mit 20 Takten.

### Vierter Satz: Finale. Allegro molto
A-Dur, 4/4-Takt, 90 Takte
Auch der vierte Satz schließt in Klangfarbe und Charakter an das Presto an: Es überwiegt eine Aneinanderreihung von Motiven sowie Akkordmelodik mit z. T. energischer Tonwiederholung. Das erste Thema (Hauptthema, kein klares zweites Thema erkennbar) besteht aus einem hoquetusartigen Piano-Motiv der Violinen, unterbrochen von einem energischen Forte-Unisono-Motiv des Tutti, das ab Takt 5 fortläuft und zum vorläufigen Abschluss mit Akkordschlägen auf der Dominante E-Dur führt. Im anschließenden Abschnitt wird ein Tonrepetitionsmotiv mit Triller sequenziert. Bis zum Ende der Exposition in Takt 40 folgen weitere Motive, unter denen eine Figur mit halben Noten (Takt 22 ff.) und eine Synkopen-Motiv (Takt 26 ff.) auffallen.
Die Durchführung verarbeitet das Hauptthema sowie die Motive mit den halben Noten und dem Triller. Die Trennung zwischen Durchführung und Reprise ist nicht eindeutig, man könnte sie auf Takt 59 (Beginn des Abschnitts mit dem Pralltriller in der Tonika A-Dur) setzen. Exposition sowie Durchführung und Reprise werden wiederholt.